# Monte Luke
Monte Luke (roz. Charles Robert Montague Luke; 1885–1962) byl australský fotograf, herec a režisér.

## Životopis
Narodil se v Geelongu a předtím, než se začal zajímat o fotografii, pracoval jako herec na jevišti. Byl jmenován oficiálním fotografem J. C. Williamsona, pořizoval portréty divadelních hvězd a reklamní záběry her. V roce 1915 byl pověřen filmovou produkcí pro J. C. Williamson Ltd poté, co Fred Niblo opustil zemi, a režíroval pro ně tři celovečerní filmy. Poté si založil fotografické studio a stal se jedním z předních fotografů v zemi.

## Vybraná filmografie
- For Australia (1915) - režisér
- Within the Law (1916) - režisér
- Seven Keys to Baldpate (1916) - režisér
- The Monk and the Woman (1917) - herec

## Galerie

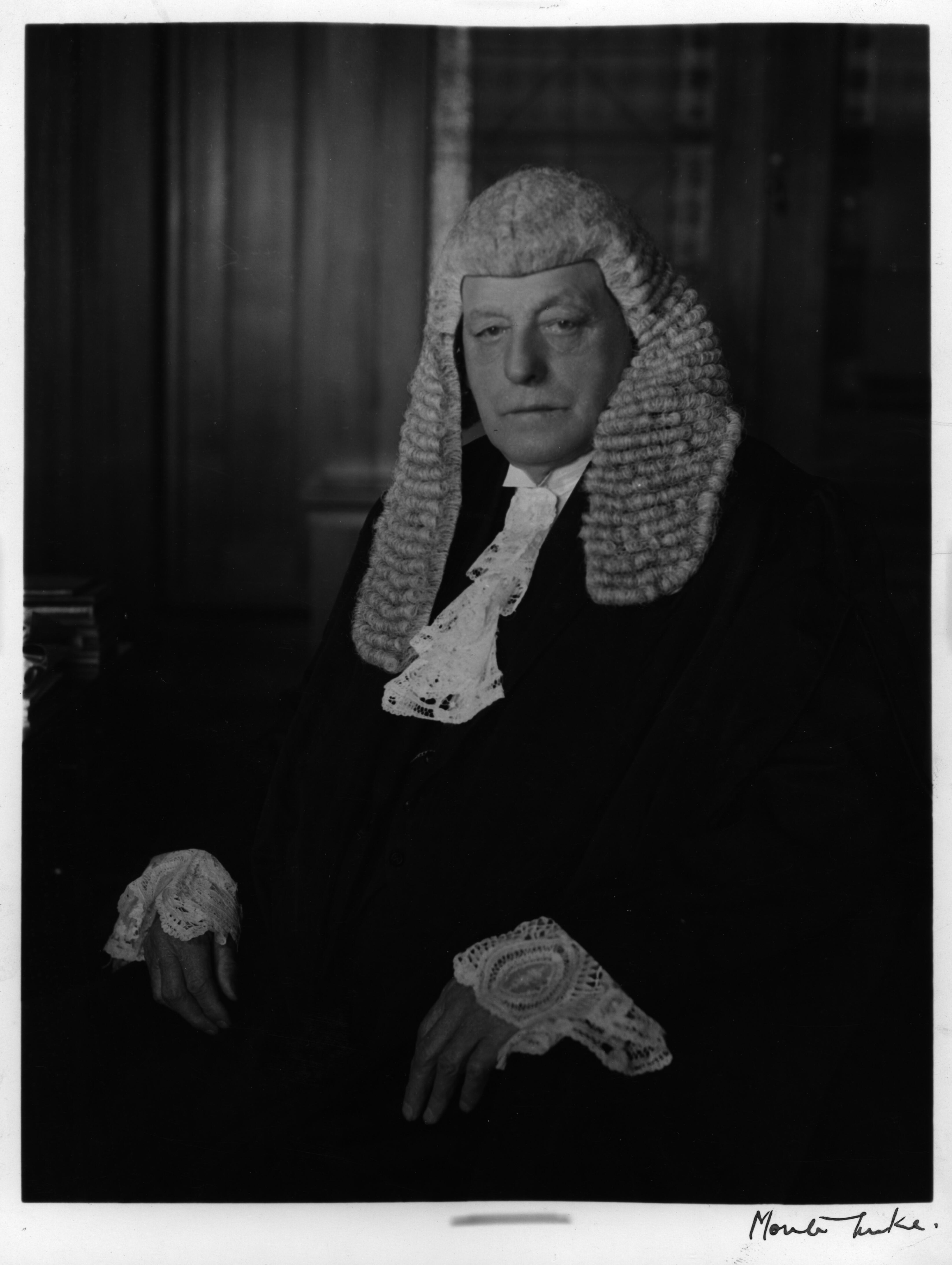
John Blyth Hayes
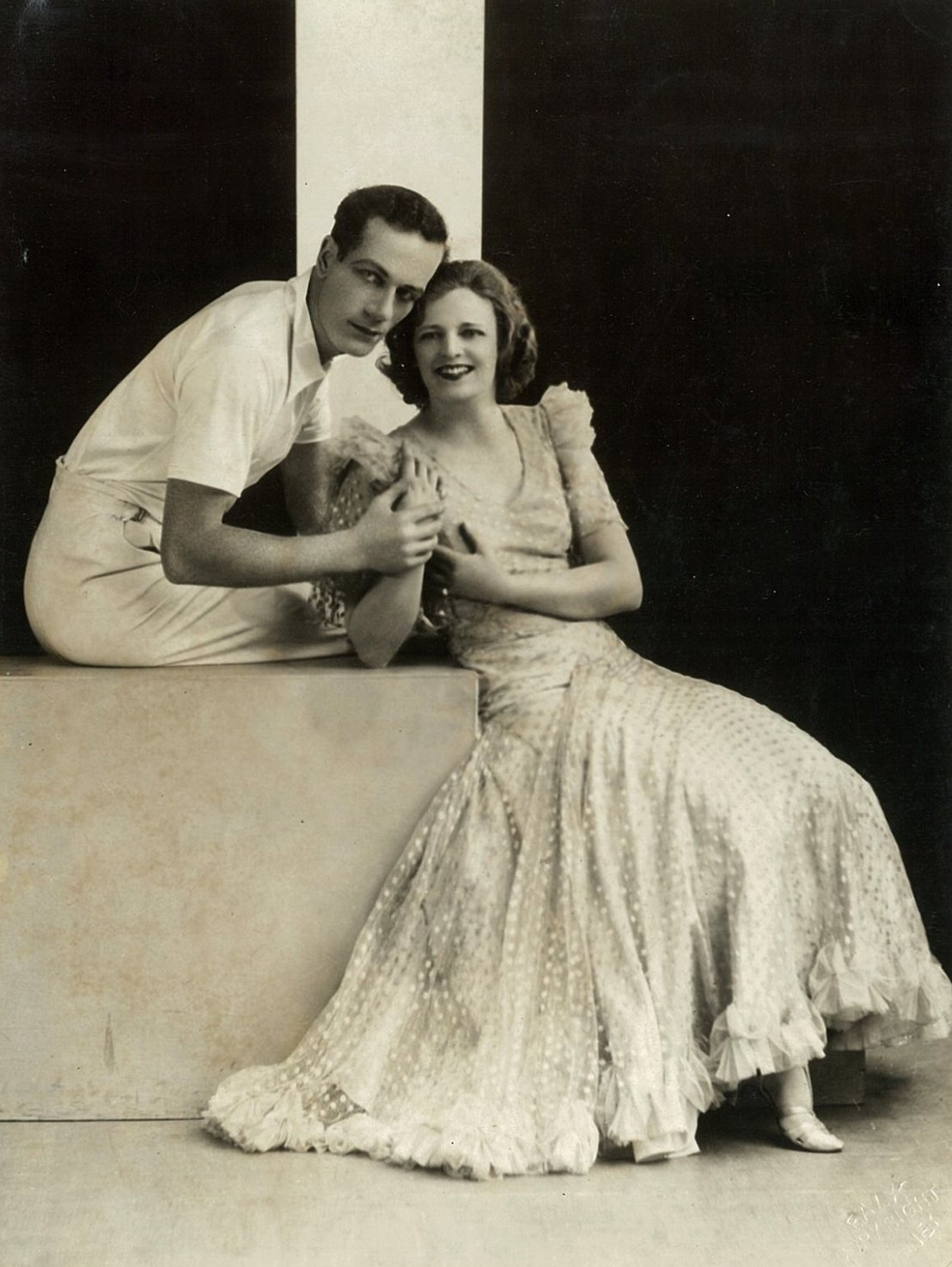
Madge Elliott a Cyril Ritchard, Sydney, asi 1932
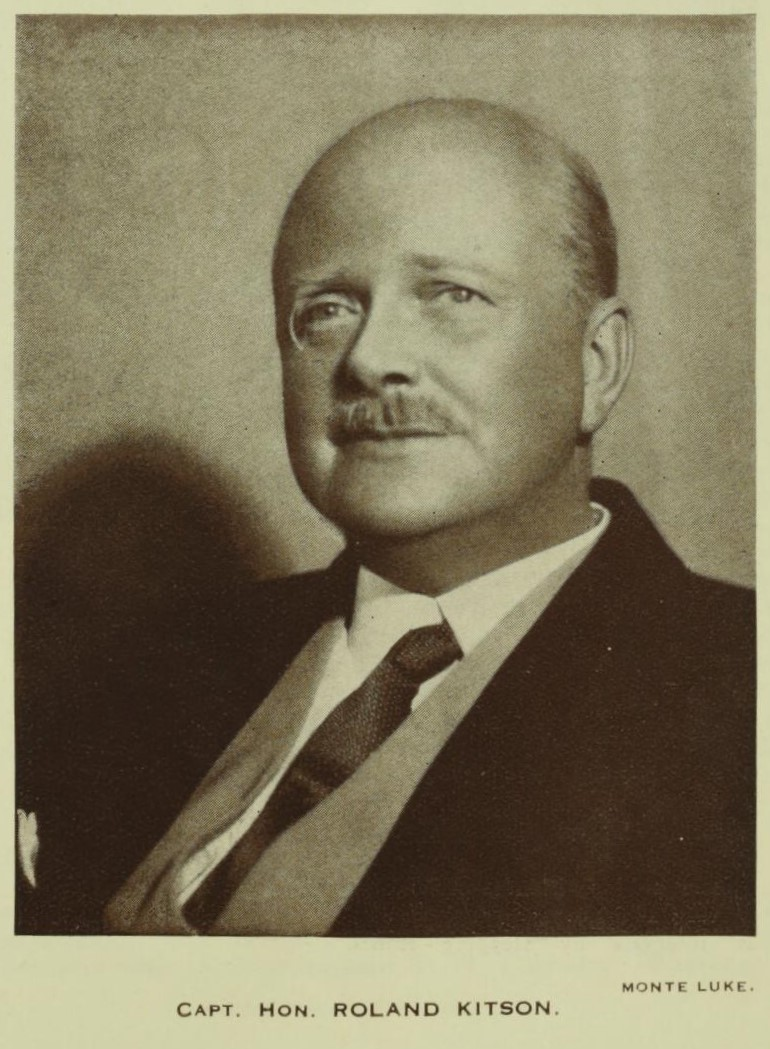
Roland Kitson, Sydney, asi 1932
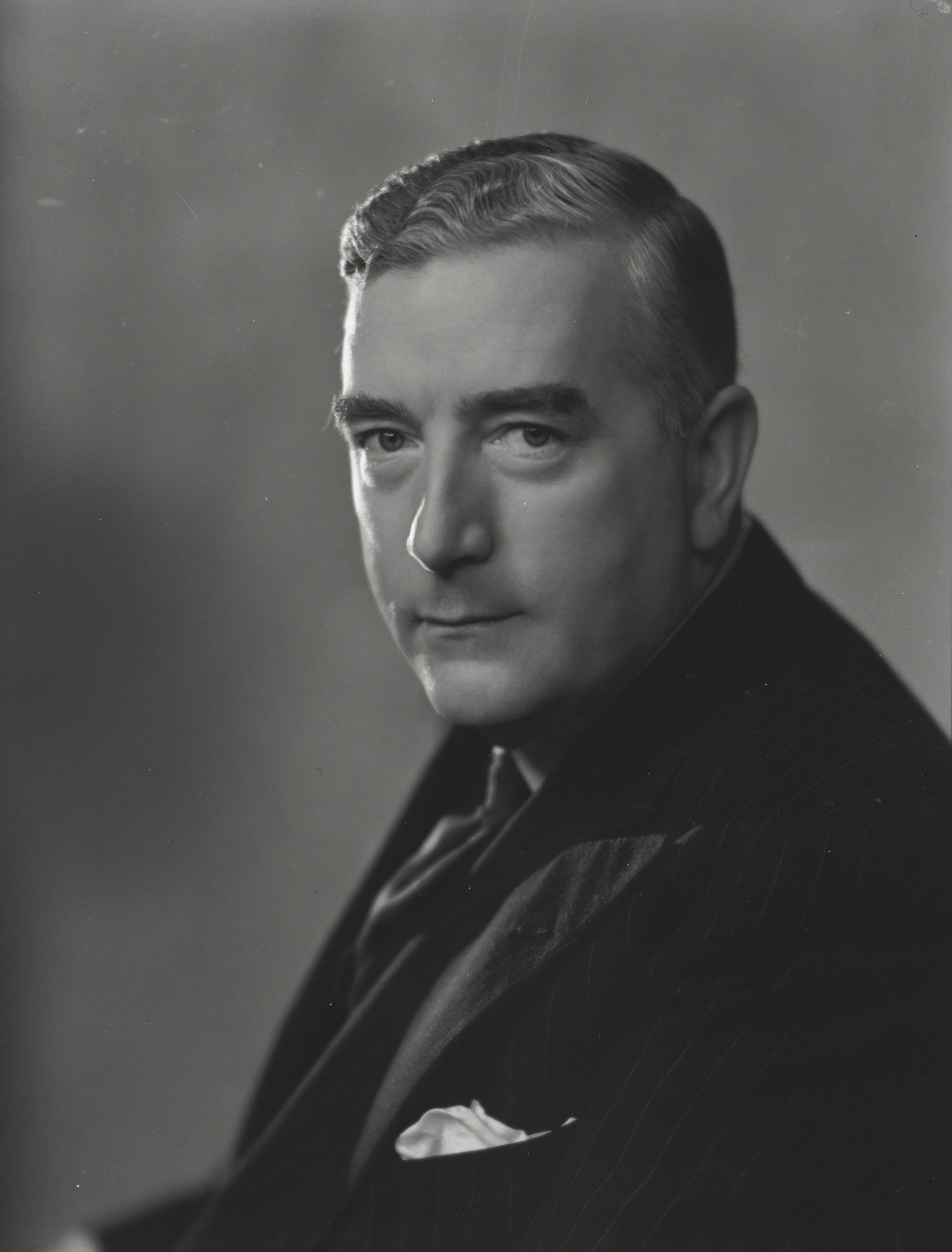
Robert Menzies, 1930–1940
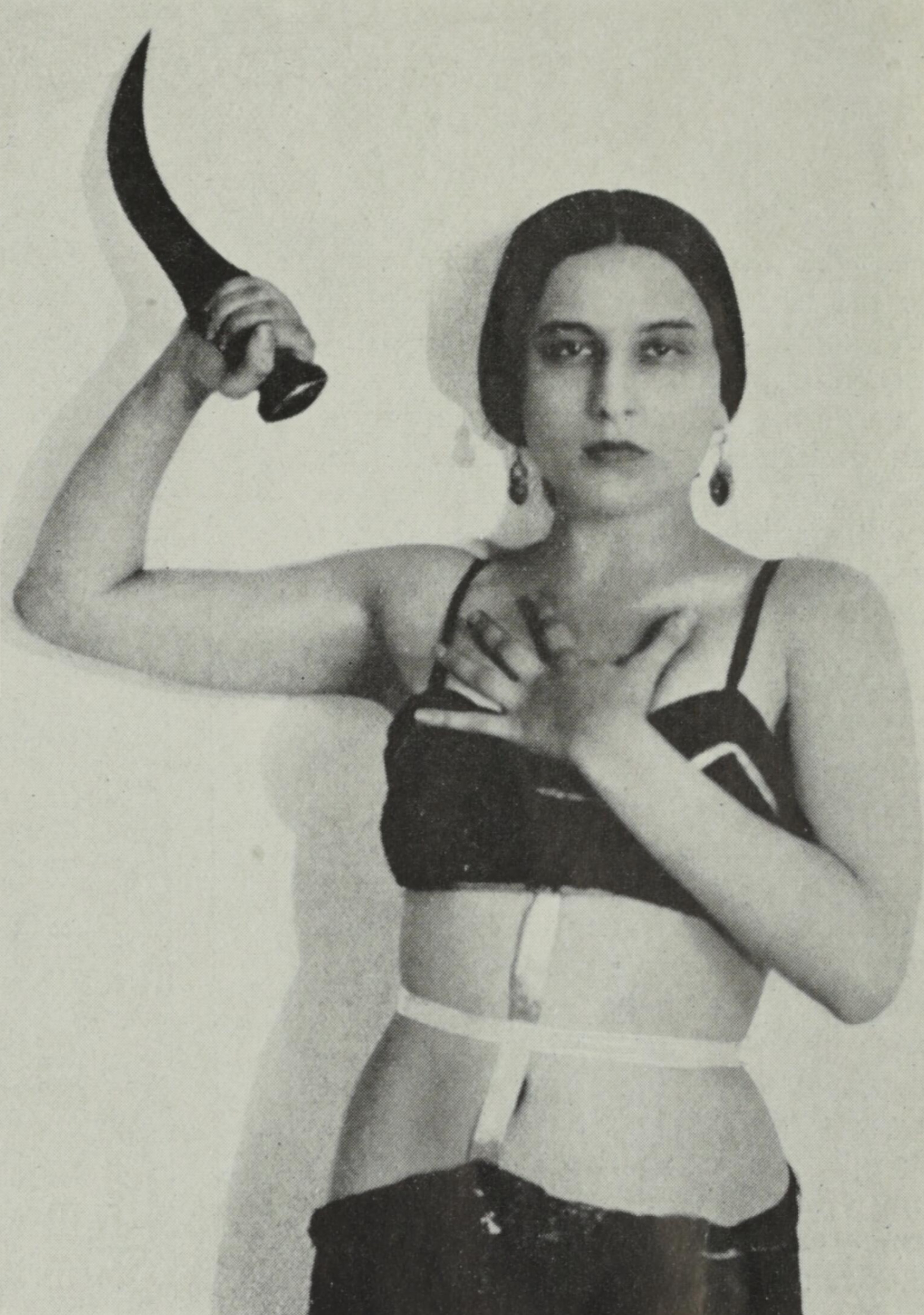
Stephanie Deste jako Wanda,  The Home: An Australian Quarterly, 1927